# Pappa min ofödde son
Pappa min ofödde son är en dikt skriven av den dansk-palestinska poeten Yahya Hassan. Dikten presenterades för allmänheten år 2013 och är en del av den kritikerrosade diktsamlingen  Yahya Hassan som namngivits efter skribenten själv. Skribenten använder sig av mörka uttryck och korta rader för att förstärka diktens budskap. Dikten är skriven i förstapersonsperspektiv. Det framgår att dikten är menad till någon och man skulle kunna tänka sig att den är skriven till hans pappa, dock är detta ingenting som framgår tydligt. Alla dikter i samlingen kan kopplas till saker som skirbenten själv upplevt under sin uppväxt. Dikten Pappa min ofödde son syns på baksidan av den tryckta upplagan av diktsamlingen.

## Form och innehåll
Dikten utformas av 27 ord, utplacerade på fem rader. Orden i dikten har enbart en eller två stavelser, bortsett från de enda två avvikande orden, pocketkoran och stenåldershand, som istället har fyra. 
I en dyster och mörk miljö utspelar sig dikten som skrivs ur ett förstapersonsperspektiv. Diktjaget skriver ur en personlig vinkel baserad på egna upplevelser.  Dikten i sig vill ge uttryck för svek från faderns och religionens sida. "JAG SPILLER UT TJUGO LITER MÖRKER OCH EN BARNDOM ÖVER VÄGGEN EN STENÅLDERSHAND EN POCKETKORAN...". Att sätta ord på sina känslor är ämnad som en terapeutisk företeelse för diktjaget där att spilla, syftas på att skriva. Det uppgivna intrycket och tvivlet kring kärleken till fadern som ges av dikten grundar sig i att Yahya Hassan som ung blivit misshandlad av sin far. Religionen i hemmet har indoktrinerats sedan barnsben och använts som bortförklaring till många av de misstag föräldrarna begått. I efterhand har det utvecklats till att Yahya Hassan ser kritiskt på islam och uppfattar mycket av familjens gärningar som hyckleri. 

## Språk och stil
Pappa min ofödde son och resterande dikter i samlingen är skrivna med enbart versaler. Det här för att ge ett starkare intryck. Som att orden skriks ut till läsaren i uppror. Diktens korta, koncentrerade och direkta budskap kännetecknar den som en lyrik. Även det privata i dikten skapar denna kopplingen. Mönstret med de få stavelserna i de olika ordval, tillför en rytm till dikten. "JAG SPILLER TJUGO LITER MÖRKER..." och "...EN STENÅLDERSHAND..." har en bakomliggande symbolik som kan tolkas ur olika synvinklar.